# Ferguson Rotich
Ferguson Cheruiyot Rotich (født 30. november 1989) er en kenyansk atlet, der konkurrerer i mellemdistanceløb, primært 800 meter. Hans bedste internationale resultat er sølv på 800 meter ved sommer-OL 2020 i Tokyo.